# Pariaman
Pariaman est une ville indonésienne située sur la côte du Sumatra occidental. En 2014, sa population est estimée à 83 151 habitants répartis sur une superficie de 73,36 km2.